# Luigi Heilmann

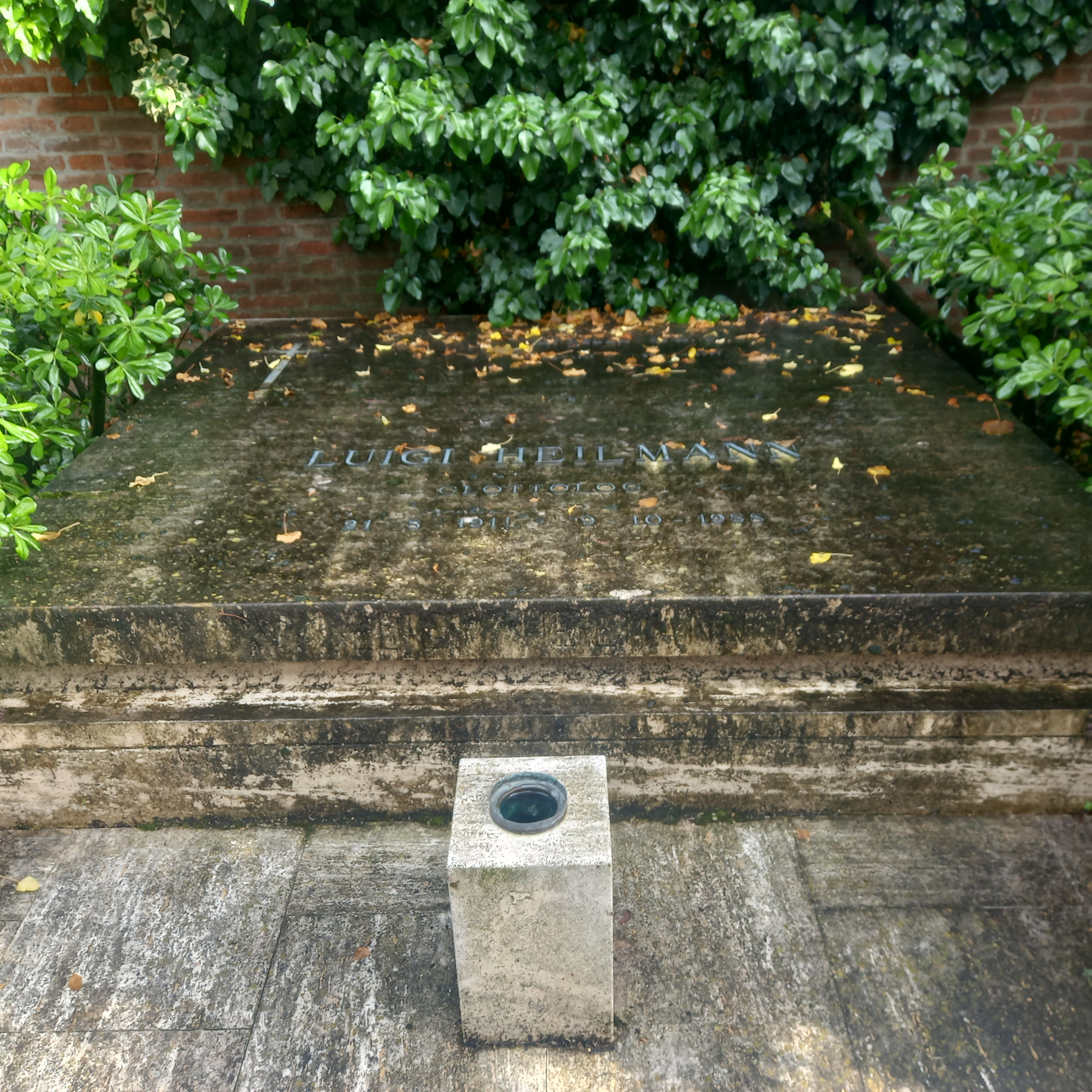
Das Grab von Luigi Heilmann auf dem Cimitero Monumentale della Certosa in Bologna

Luigi Heilmann (* 21. August 1911 in Portalbera; † 9. Oktober 1988 in Bologna) war ein italienischer Linguist, Indologe, Hellenist, Romanist, Italianist, Ladinist und Dialektologe.

## Leben und Werk
Heilmann studierte an der Universität Padua bei Luigi Suali (1881–1957) und Gino Bottiglioni. Er schloss 1934 ab und wurde Assistent an der Università Cattolica del Sacro Cuore in Mailand. Von 1937 bis 1943 unterrichtete er an Gymnasien in Varese, Pavia und Rom. Ab 1955 lehrte er an der Universität, zuerst für ein Jahr in Cagliari, dann ununterbrochen an der Universität Bologna, ab 1959 als Ordinarius für Sprachwissenschaft (Nachfolger von Gino Bottiglioni). 1981 wurde er emeritiert.

Heilmann gründete 1970 an der Universität Bologna das erste italienische Universitätszentrum für Linguistik und Sprachen (einschließlich Sprachenzentrum; heute: Centro Linguistico di Ateneo). Er war ferner Begründer und Herausgeber der Zeitschriften Lingua e stile (Bologna 1966 ff) und Studi italiani di linguistica teorica ed applicata (Padua 1972 ff).

An der Universität Bologna trägt das Centro Interfacoltà di Linguistica Teorica e Applicata "Luigi Heilmann" seinen Namen. In Moena ist eine Straße nach ihm benannt.

## Schriften (Auswahl)

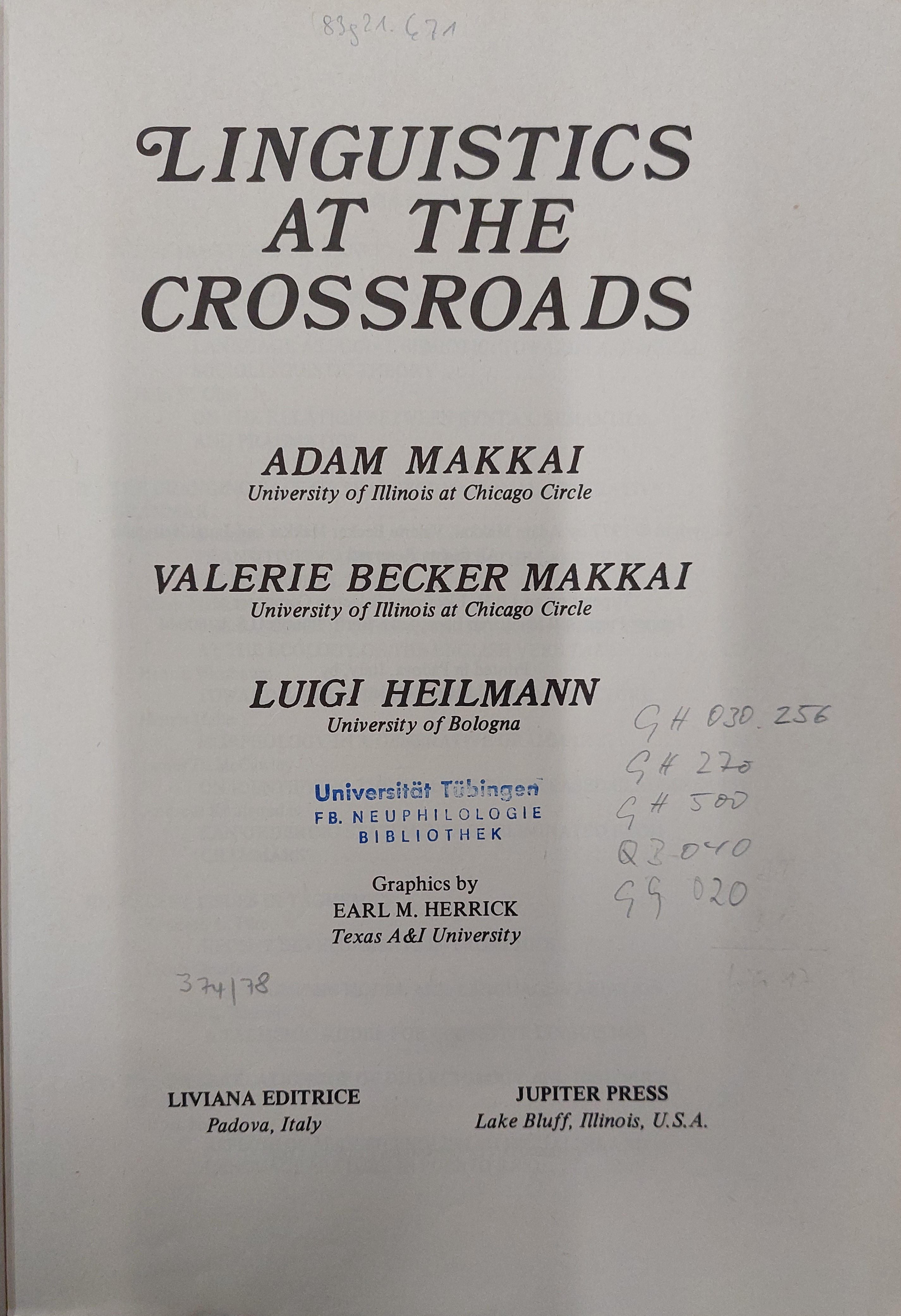
Mit Adam Makkai und Valerie Becker Makkai Crossroads (1977)

- (Hrsg.) Glottologia indo-europea. Schemi dalle lezioni del prof. Ambrogio  Ballini,  Mailand 1938
- Grammatica comparata lingue indo-europee. Vocabolari etimologici del greco e del latino, Mailand 1943
- Il Bhagavadgitabhasya di Sankara, Bologna 1948
- Camito-semitico e indoeuropeo. Teorie e orientamenti, Bologna 1949
- La parlata di Portalbera e la terminologia vinicola nell'oltrepò pavese, Bologna 1950
- La parlata di Moena nei suoi rapporti con Fiemme e con Fassa. Saggio fonetico e fonematico, Bologna 1955 (strukturalistisch)
- Grammatica storica della lingua greca, 1963
- (Hrsg. und Übersetzer mit Letizia Grassi) Roman Jakobson, Saggi di linguistica generale, Mailand 1966 (zahlreiche Auflagen bis in die Gegenwart)
- (Hrsg.) Lo strutturalismo linguistico, in: Il Verri. Rivista di letteratura 24, 1967
- Corso di linguistica teorica, hrsg. von Carlo Prevignano, Mailand 1971
- (mit Maria Luisa Altieri Biagi) Dalla lingua alla grammatica. Segni, funzioni e strutture per la scuola media inferiore, Mailand 1974
- (Hrsg.) Proceedings of the eleventh International congress of linguists : Bologna-Florence, Aug. 28–Sept. 2, 1972,  2 Bde., Bologna 1974–1975
- (Hrsg. mit Eddo Rigotti) La linguistica. Aspetti e problemi, Bologna 1975
- (Hrsg.) Wilhelm von Humboldt nella cultura contemporanea, Bologna 1976
- (Hrsg.) L'entita ladina dolomitica. Convegno interdisciplinare: Vigo di Fassa, 10–12 settembre 1976. Atti, Vigo di Fassa 1977
- (Hrsg.) Didattica linguistica e didattica del ladino. Convegno pedagogico: Vigo di Fassa, 9–11 maggio 1979. Relazioni, Vigo di Fassa 1980
- (Hrsg.) Aspetti della didattica del ladino. Le interferenze linguistiche. Convegno pedagogico: Vigo di Fassa, 7–9 maggio 1980. Relazioni, Vigo di Fassa 1980
- Linguistica e umanismo, Bologna 1983